# Premios del Cine Polaco

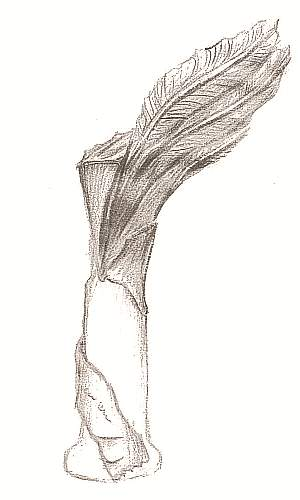
El premio del águila u Orzeł

Los Premios del Cine Polaco (en polaco: Polskie Nagrody Filmowe) son los premios de cine que otorga anualmente, desde 1999, la Academia de Cine Polaco. La relevancia de los premios en la industria del cine polaco se puede comparar con los Premios de la Academia. Los galardones son conocidos popularmente como «Águilas» (en polaco, Orły).

## Categorías
A continuación se muestran algunas de las categorías que conforman los premios.

### Mejor película
El galardón a la mejor película se entrega desde 1999.
- 1999: Historia kina w Popielawach
- 2000: Dług
- 2001: Życie jako śmiertelna choroba przenoszona drogą płciową
- 2002: Cześć Tereska
- 2003: El pianista
- 2004: Zmruż oczy
- 2005: Wesele
- 2006: Komornik
- 2007: Plac Zbawiciela

### Mejor actor
El galardón al mejor actor se entrega desde 1999.
| Año  | Película                                                | Ganador              |
| ---- | ------------------------------------------------------- | -------------------- |
| 1999 | Zabić Sekala                                            | Olaf Lubaszenko      |
| 2000 | Dług                                                    | Robert Gonera        |
| 2001 | Życie jako śmiertelna choroba przenoszona drogą płciową | Zbigniew Zapasiewicz |
| 2002 | Cześć Tereska                                           | Zbigniew Zamachowski |
| 2003 | Dzień Świra                                             | Marek Kondrat        |
| 2004 | Zmruż oczy                                              | Zbigniew Zamachowski |
| 2005 | Wesele                                                  | Marian Dziędziel     |
| 2006 | Komornik                                                | Andrzej Chyra        |
| 2007 | Jasminum                                                | Janusz Gajos         |
| 2008 | All Will Be Well                                        | Robert Więckiewicz   |
| 2009 | Scratch                                                 | Krzysztof Stroiński  |
| 2010 | Wojna polsko-ruska                                      | Borys Szyc           |
| 2011 | Little Rose                                             | Robert Więckiewicz   |
| 2012 | In Darkness                                             | Robert Więckiewicz   |

### Mejor actriz
El galardón a la mejor actriz se entrega desde 1999.
| Año  | Película                   | Ganadora            |
| ---- | -------------------------- | ------------------- |
| 1999 | Farba                      | Agnieszka Krukówna  |
| 2000 | Pan Tadeusz                | Grażyna Szapołowska |
| 2001 | Daleko od okna             | Dominika Ostałowska |
| 2002 | Cisza                      | Kinga Preis         |
| 2003 | Chopin. Pragnienie miłości | Danuta Stenka       |
| 2004 | Żurek                      | Katarzyna Figura    |
| 2005 | Mój Nikifor                | Krystyna Feldman    |
| 2006 | Komornik                   | Kinga Preis         |
| 2007 | Plac Zbawiciela            | Jowita Budnik       |

### Mejor actor de reparto
El galardón al mejor actor de reparto se entrega desde 2000.
| Año  | Película          | Ganador                |
| ---- | ----------------- | ---------------------- |
| 2000 | Dług              | Andrzej Chyra          |
| 2001 | To ja, złodziej   | Janusz Gajos           |
| 2002 | Quo Vadis         | Jerzy Trela            |
| 2003 | Edi               | Jacek Braciak          |
| 2004 | Pornografia       | Jan Frycz              |
| 2005 | Pręgi             | Jan Frycz              |
| 2006 | Persona non grata | Jerzy Stuhr            |
| 2007 | Statyści          | Krzysztof Kiersznowski |

### Mejor actriz de reparto
El galardón a la mejor actriz de reparto se entrega desde 2000.
| Año  | Película                  | Ganadora            |
| ---- | ------------------------- | ------------------- |
| 2000 | Con sangre y fuego        | Ewa Wiśniewska      |
| 2001 | To ja, złodziej           | Krystyna Feldman    |
| 2002 | Pieniądze to nie wszystko | Stanisława Celińska |
| 2003 | Wtorek                    | Kinga Preis         |
| 2004 | Warszawa                  | Dominika Ostałowska |
| 2005 | Wesele                    | Iwona Bielska       |
| 2006 | Tulipany                  | Małgorzata Braunek  |
| 2007 | Plac Zbawiciela           | Ewa Wencel          |

### Mejor director
El galardón al mejor director se entrega desde 1999.
| Año  | Película                                                | Ganador                             |
| ---- | ------------------------------------------------------- | ----------------------------------- |
| 1999 | Nic                                                     | Dorota Kędzierzawska                |
| 2000 | Dług                                                    | Krzysztof Krauze                    |
| 2001 | Życie jako śmiertelna choroba przenoszona drogą płciową | Krzysztof Zanussi                   |
| 2002 | Cześć Tereska                                           | Robert Gliński                      |
| 2003 | El pianista                                             | Roman Polanski                      |
| 2004 | Zmruż oczy                                              | Andrzej Jakimowski                  |
| 2005 | Wesele                                                  | Wojciech Smarzowski                 |
| 2006 | Komornik                                                | Feliks Falk                         |
| 2007 | Plac Zbawiciela                                         | Krzysztof Krauze, Joanna Kos-Krauze |